# شهر آلتای
شهر آلتای (به اویغوری: ئالتاي شەھىرى، به قزاقی: التاي قالاسى)(به چینی: 阿勒泰市، به پین‌یین: Ālètài Shì) یک شهر (در سطح شهرستان) و مرکزولایت آلتای، که خود تابع ولایت خودمختار ایلی قزاق در منطقه خودمتار سین‌کیانگ اویغور چیناست.

## خصوصیات
آلتای ۱۰٬۸۲۶کیلومترمربع مساحت و ۲۲۱٬۴۵۴ نفر جمعیت دارد و ۸۸۷ متر بالاتر از سطح دریا واقع شده‌است.

## جمعیت
| ترکیب قومیتی شهر آلتای | ترکیب قومیتی شهر آلتای | ترکیب قومیتی شهر آلتای | ترکیب قومیتی شهر آلتای | ترکیب قومیتی شهر آلتای |
| ---------------------- | ---------------------- | ---------------------- | ---------------------- | ---------------------- |
| قومیت                  | قومیت                  |                        | درصد                   | درصد                   |
| هان                    | هان                    |                        | ۵۸٫۰٪                  | ۵۸٫۰٪                  |
| قزاق                   | قزاق                   |                        | ۳۴٫۵٪                  | ۳۴٫۵٪                  |
| هوئی                   | هوئی                   |                        | ۳٫۱٪                   | ۳٫۱٪                   |
| اویغور                 | اویغور                 |                        | ۲٫۱٪                   | ۲٫۱٪                   |
| مغول                   | مغول                   |                        | ۱٫۲٪                   | ۱٫۲٪                   |
| تاتار                  | تاتار                  |                        | ۰٫۱٪                   | ۰٫۱٪                   |
| منجو                   | منجو                   |                        | ۰٫۱٪                   | ۰٫۱٪                   |
| روس                    | روس                    |                        | ۰٫۱٪                   | ۰٫۱٪                   |
| سایر                   | سایر                   |                        | ۰٫۸٪                   | ۰٫۸٪                   |
| منبع سرشماری جمعیت :   |                        |                        |                        |                        |